# レゲトン
レゲトン（スペイン語: Reguetón、英語: Reggaeton）は、スペイン語のダンスホールレゲエ。1980年代半ばから後半にかけてパナマで出現した音楽。その後プエルトリコを含む地域で人気を得て、1990年代にレゲエやヒップホップの影響を受けたプエルトリコ人によって現代のような形を形成していった音楽である。

## 概要
源流はプエルトリコで流行っていた、スペイン語のレゲエ＋プエルトリコの音楽（サルサ（Salsa）やボンバ（Bomba）とプレーナ（Plena））が加わっている。
1992年頃にはプエルトリコ首都のクラブ等で若者がスペイン語でラップし始めてから人気が出始めスペイン語圏の国にまで広まり始める。
2004年にはプエルトリコ人の母を持つラッパーのN.O.R.E.（ノリエガ）が「Oye Mi Canto」を大ヒットさせ、このジャンルが一躍世間的な認知を得る。彼は元々ヒップホップサイドの人間だが自身のルーツに関わりのあるレゲトンにいち早く興味を抱いていた。さらに、「Oye Mi Canto」にもフィーチャリング参加していたレゲトンアーティストのダディー・ヤンキーが「Gasolina」を国際的にヒットさせたことでその人気や影響はニューヨーク・米国の枠を超えて世界中に広がることとなった。
その後多くのヒップホップ、R&Bアーティストが自身の楽曲でレゲトンリミックスを収録したりプエルトリコからレゲトンアーティストを迎え入れたりしている。レコード会社もそういった流れをうけラテン系の傘下のレーベルを立ち上げたり、新人発掘などし米国でリリースさせている。ポップスのアーティストでもレゲトンの要素を取り入れるケースもあり、コロンビア出身のシャキーラがヒットさせた「La Tortura」「Hips Don't Lie」はレゲトンがポップミュージックに与えた影響として特筆すべき曲と言える。
まれにチカーノラップと混合される事がある。
日本でも2005年頃からクラブ等で人気がではじめている。また、日系ペルー人3人組のグループLOS KALIBRESがレゲトンに大きく影響を受けた音楽を実践している。 総合格闘家の山本"KID"徳郁もレゲトンを好み、自身の登場テーマにダディー・ヤンキーの「Gasolina」をはじめとした多くの曲を用いた。また野球選手のマーク・クルーンも横浜ベイスターズに在籍していた2005年に登場テーマ曲にダディー・ヤンキーの「Gasolina」を使用していた。

## 主なアーティスト
- バッド・バニー
- N.O.R.E.（ノリエガ）
- ウィシン・イ・ヤンデル
- ダディー・ヤンキー
- イヴィ・クイーン
- ドン・オマール
- テゴ・カルデロン
- ピットブル
- DJプラジェロ
- DJネルソン
- ヴォルティオ
- ヘクトル・エル・ファーザー
- トニー・タッチ
- ヴィコ・C
- ザイオン&レノックス
- カジェ13
- ニーナ・スカイ
- J・バルヴィン